# Кетеліна (Марамуреш)
Кетеліна (рум. Cătălina) — село у повіті Марамуреш в Румунії. Входить до складу комуни Колтеу.
Село розташоване на відстані 403 км на північний захід від Бухареста, 7 км на південний захід від Бая-Маре, 92 км на північ від Клуж-Напоки.

## Населення
За даними перепису населення 2002 року у селі проживали 289 осіб.
Національний склад населення села:
| Національність | Кількість осіб | Відсоток |
| -------------- | -------------- | -------- |
| угорці         | 265            | 91,7%    |
| румуни         | 23             | 8,0%     |

Рідною мовою назвали:
| Мова      | Кількість осіб | Відсоток |
| --------- | -------------- | -------- |
| угорська  | 265            | 91,7%    |
| румунська | 22             | 7,6%     |